# X-15 Alpha Mission
X-15 Alpha Mission is een videospel dat werd ontwikkeld door John van Ryzin voor de Commodore 64. Het spel werd uitgebracht in 1987. Het simulatiespel speelt zich af in de ruimte. Het spel kan door maximaal één persoon gespeeld worden.

## Ontvangst
| Beoordeeld door                       | Jaar | Score |
| ------------------------------------- | ---- | ----- |
| Your Commodore                        | 1988 | 70%   |
| Commodore User                        | 1987 | 50%   |
| Computer and Video Games (CVG)        | 1987 | 50%   |
| ACE (Advanced Computer Entertainment) | 1987 | 49%   |
| Zzap!                                 | 1987 | 46%   |
| Commodore User                        | 1988 | 42%   |